# The Return of the Gangsta
The Return of the Gangsta è il quinto album di Coolio, pubblicato nel 2006.

## Tracce
1. Intro
2. Let It Go
3. Gangsta Walk
4. Do It
5. Drop Something
6. Bloops
7. Make Money
8. Lady & Gangsta
9. Daddy's Song
10. 1 More Night
11. Loosemobile
12. Dip It
13. Keep on Dancing
14. 187% WRPM
15. Keep It Gangsta
16. They Don't Know

- West Coast Anthem
- Outro
- Gangsta Walk (P Money Remix)